# Iwan Jurjewitsch Timoschenko
Iwan Jurjewitsch Timoschenko (* 10. Februarjul. / 22. Februar 1863greg. in Odessa; † 30. August 1939 ebenda) war ein ukrainisch-sowjetischer Mathematikhistoriker.
Timoschenko machte 1885 seinen Abschluss in Mathematik und Physik an der Neurussland-Universität in Odessa (heute Nationale I.-I.-Metschnikow-Universität Odessa). Ab 1888 hielt er dort Mathematikvorlesungen. 1899 wurde er promoviert und 1914 zum Professor ernannt. In der Oktoberrevolution wurde er bis 1921 Rektor des Polytechnikums in Odessa, 1930 Direktor der Zweigstelle Odessa des Mathematischen Instituts in Charkiw und 1933 der Dekan für Mathematik und Physik der Universität Odessa.
Er ist vor allem bekannt für sein Buch Geschichte der Theorie der analytischen Funktionen von 1899, von der nur der erste Band erschien, der bis zu Cauchys Abhandlung von 1825 Memoire sur les integrales definies prises entre des limites imaginaires reicht. Mit der Arbeit (vorher schon in den Abhandlungen der Neurussischen Naturforscher Gesellschaft veröffentlicht) promovierte er auch im selben Jahr in Odessa. Timoschenko präsentierte in dem Buch auch viel unveröffentlichtes Archivmaterial.
Timoschenko war mit anderen damals führenden Mathematikhistorikern an der Neuauflage von Moritz Cantors Mathematikgeschichte beteiligt und übersetzte Florian Cajoris Geschichte der Elementarmathematik 1917 ins Russische.